# Oliveira (tiểu vùng)
Oliveira là một tiểu vùng thuộc bang Minas Gerais, Brasil. Tiều vùng này có diện tích 4037 km², dân số năm 2007 là 119240 người.